# Muzhijie (sockenhuvudort i Kina, Henan Sheng, lat 33,96, long 112,17)
Muzhijie (kinesiska: 木植街乡) är en sockenhuvudort i Kina. Den ligger i provinsen Henan, i den centrala delen av landet, omkring 160 kilometer sydväst om provinshuvudstaden Zhengzhou. Antalet invånare är 9 732. Befolkningen består av 4 677 kvinnor och 5 055 män. Barn under 15 år utgör 24,0 %, vuxna 15-64 år 65 %, och äldre över 65 år 10,0 %.
Runt Muzhijie är det tätbefolkat, med 319 invånare per kvadratkilometer. Närmaste större samhälle är Checun, 19,0 km söder om Muzhijie. I omgivningarna runt Muzhijie växer i huvudsak blandskog.
Genomsnittlig årsnederbörd är 872 millimeter. Den regnigaste månaden är juli, med i genomsnitt 151 mm nederbörd, och den torraste är december, med 5 mm nederbörd.